# Zamek w Wiśniczu (obraz Andrzeja Grabowskiego)
Zamek w Wiśniczu – obraz olejny namalowany przez polskiego malarza Andrzeja Grabowskiego w 1857 roku.
Obraz przedstawia zamek w Starym Wiśniczu i wiejskie chaty pod nim.
Obraz znajduje się w zbiorach Muzeum Narodowego w Warszawie.